# یازتیل
یازتیل (به لاتین: Yaztyyel) یک منطقه مسکونی در جمهوری آذربایجان است که در شهرستان آغجه‌آباد واقع شده است.